# Janaesia antarctica
Janaesia antarctica là một loài bướm đêm thuộc họ Noctuidae. Nó được tìm thấy ở Punta Arenas ở Chile và Tierra del Fuego ở Argentina.
Sải cánh dài 28–38 mm. Con trưởng thành bay từ tháng 12 đến tháng 2.